# Seznam zahraničních cest Igora Matoviče

Mapa navštívených zemí

Toto je seznam zahraničních cest Igora Matoviče v době vykonávání úřadu předsedy vlády Slovenské republiky.
Od nástupu do funkce v březnu 2020 do své demise v dubnu 2021 podnikl Matovič své zahraniční cesty do těchto zemí:
- 1 návštěva: Belgie, Francie, Polsko, Rakousko
- 2 návštěvy: Česko, Maďarsko

## 2020
| Poř. | Země     | Místo                      | Datum            | Podrobnosti                                                                      |
| ---- | -------- | -------------------------- | ---------------- | -------------------------------------------------------------------------------- |
| 1.   | Česko    | Praha                      | 3. června        | Setkání s Andrejem Babišem a Milošem Zemanem.                                    |
| 2.   | Česko    | Lednice                    | 11. června       | Summit premiérů zemí V4.                                                         |
| 3.   | Maďarsko | Budapešť                   | 12. června       | Setkání s Viktorem Orbánem a Lászlém Kövérem.                                    |
| 4.   | Belgie   | Brusel                     | 16.–21. července | Summit hlav států a vlád Evropské unie.                                          |
| 5.   | Rakousko | Vídeň                      | 9. září          | Summit premiérů zemí S3.                                                         |
| 6.   | Polsko   | Lublin                     | 11. září         | Summit premiérů zemí V4.                                                         |
| 7.   | Maďarsko | Monoštor (Komárno/Komárom) | 17. září         | Setkání s Viktorem Orbánem a Péterem Szijjártém, společné otevření nového mostu. |

## 2021
| Poř. | Země    | Místo         | Datum    | Podrobnosti                    |
| ---- | ------- | ------------- | -------- | ------------------------------ |
| 8.   | Francie | Paříž, Meudon | 3. února | Setkání s Emmanuelem Macronem. |